# Bistum Ciudad Guzmán
Das Bistum Ciudad Guzmán (lat.: Dioecesis Guzmanopolitana, span.: Diócesis de Ciudad Guzmán) ist eine in Mexiko gelegene römisch-katholische Diözese mit Sitz in Ciudad Guzmán.

## Geschichte
Das Bistum Ciudad Guzmán wurde am 25. März 1972 durch Papst Paul VI. aus Gebietsabtretungen des Erzbistums Guadalajara und des Bistums Colima errichtet. Es wurde dem Erzbistum Guadalajara als Suffraganbistum unterstellt.

## Bischöfe von Ciudad Guzmán
- Leonardo Viera Contreras, 1972–1977
- Serafín Vásquez Elizalde, 1977–1999
- Braulio Rafael León Villegas, 1999–2017
- Oscar Campos Contreras, 2017–2024
- Herculano Medina Garfias, seit 2024